# Verde, Anil, Amarelo, Cor-de-Rosa e Carvão
Verde, Anil, Amarelo, Cor-de-Rosa e Carvão é o segundo álbum de estúdio da artista musical brasileira Marisa Monte. O seu lançamento ocorreu em 29 de julho de 1994, através das editoras discográficas EMI e Phonomotor. Após lançar e promover seu primeiro disco de inéditas, Mais (1991), que obteve sucesso crítico e comercial, a intérprete iniciou os trabalhos para seu novo projeto. Novamente assinando como co-produtora, ela alistou a produção de Arto Lindsay e compôs material com Arnaldo Antunes e Nando Reis, todos estes com quem havia trabalhado anteriormente. Contudo, após conhecer o músico Carlinhos Brown, ela iniciou uma nova parceria profissional que resultou na criação de três faixas inéditas. Musicalmente, embora continue a manter a presença de estilos do anterior como o rock, MPB e pop, marca uma maior introdução ao samba na obra da intérprete o que, segundo ela, representava um retorno às suas "raízes" musicais. As gravações ocorreram entre março a maio de 1994, e apresenta participações vocais de Gilberto Gil, Laurie Anderson e Velha Guarda da Portela, além de um instrumental fornecido por Época de Ouro.
Verde, Anil, Amarelo, Cor-de-Rosa e Carvão foi recebido com críticas majoritariamente positivas pela mídia especializada, a qual prezou a sua produção, os vocais de Monte e forma coesa que ela uniu elementos musicais díspares. Geralmente citado como um de seus melhores trabalhos e da década de 1990 por especialistas e público, a obra foi adicionada a lista dos 500 melhores álbuns brasileiros de todos os tempos, elaborada pela revista Rolling Stone Brasil. Comercialmente, converteu-se em outro sucesso para a intérprete, ocupando o sexto lugar entre os dez discos mais vendidos na tabela divulgada pelo instituto Nelson Oliveira Pesquisa e Estudo de Mercado (NOPEM). Consequentemente, recebeu três  certificados de platina pela Pro-Música Brasil (PMB) e comercializou mais de um milhão de exemplares no país.
Quatro singles foram lançados a partir de Verde, Anil, Amarelo, Cor-de-Rosa e Carvão, com os dois primeiros, "Dança da Solidão" e "De Mais Ninguém" se tornando sucessos nas estações de rádio nacionais. O vídeo do terceiro, "Segue o Seco", por sua vez, foi o de mais alto custo até então por um artista brasileiro e foi nomeado para cinco categorias nos MTV Video Music Brasil Awards de 1995. Ao conquistar todos, converteu Monte no artista com maior número de vitórias naquela edição. Como forma de divulgação do material, ela apresentou algumas faixas do mesmo em programas televisivos e embarcou em uma turnê em seu apoio, que visitou a países das Américas e a da Europa ao longo de 1995 e 1996.

## Antecedentes e desenvolvimento
"O primeiro disco era eu, uma cantora. Apenas uma cantora. Já o Mais era uma evolução, uma passo, uma soma. Este último já é bem diferente. Em Mais tinha uma cobrança, uma expectativa. Agora eu já tenho mais tempo, minhas intenções são mais claras".

Monte falando sobre as distinções entre este e seus álbuns anteriores.
Em 1988, Monte foi descoberta pelo diretor artístico Nelson Motta e, após um período recebendo diversas ofertas de contrato por editoras fonográficas, assinou com a EMI Brasil. O seu álbum de estreia, foi lançado no ano seguinte, contendo uma apresentação ao vivo realizada no Teatro Villa-Lobos, no Rio de Janeiro. Em seguida ela entrou em estúdio e desenvolveu seu primeiro álbum de estúdio, nomeado Mais, que foi lançado em março de 1991. O projeto foi elogiado pelos críticos musicais especializados, que o consideraram uma estreia madura e prezaram sua sonoridade, cheia de influências musicais que vão de música pop, rock, ao samba, bem como a qualidade de suas canções. Além disso, tornou-se um sucesso comercial, chegando a mais de 700 mil cópias comercializadas.
Na sequência, Monte dedicou-se a excursionar com a turnê em apoio à Mais e a realizar encontros musicais e colaborações com outros artistas, o que acabaria influenciando mais adiante na concepção de seu álbum seguinte. Em janeiro de 1994, Carlinhos Brown chamou-a para gravar "Grite Se Quiser Gritar"; A música foi veiculada apenas nas rádios de Salvador, visando sua promoção durante o Carnaval da Bahia realizado naquele ano. A partir daí, iniciou-se uma amizade e parceria profissional entre ambos os músicos. Em um fim de semana em Salvador, Brown, Monte e o então namorado da artista, Nando Reis, criaram três novas canções, incluindo "Na Estrada", que ela decidiu utilizar em seu segundo álbum de estúdio. As outras duas, "Seo Zé" e "E.C.T.", foram gravadas por Brown e Cássia Eller, respectivamente, com Monte eventualmente as cantando no palco. Após a realização do Carnaval daquele ano, a artista anunciou a imprensa que entraria em estúdio a partir de março para iniciar a produção do projeto. Assim como no anterior, ela recrutou a produção musical do estadunidense Arto Lindsay. Reis colaborou escrevendo quatro canções para o álbum e tocou em seis das treze faixas de seu alinhamento. Ainda quando estava em Salvador, Brown apresentou-a a duas composições nas quais já havia previamente elaborado, "Segue o Seco" e "Maria de Verdade"; A inclusão do primeiro no projeto deu-se como um pedido do próprio músico a intérprete. De acordo com Monte, ele queria que a faixa fosse gravada por um artista de relevância, sentindo que só assim poderia atrair maior atenção para o assunto tratado na letra. As gravações do álbum ocorreram no Estúdio Nas Nuvens, no Rio de Janeiro e Skyline Studios, em Nova Iorque, em período de dois meses que estendeu-se até maio do mesmo ano, sendo nove canções registradas no Brasil e quatro nos Estados Unidos. Cada uma delas foram gravadas logo na primeira tomada. Isso partiu do desejo da artista em deixar o projeto com mais aspectos "humanos" e com menos correções digitais.

## Estrutura musical
"Nunca eu estive tão eclética quanto agora. E o meu disco é o menos industrial, menos tecno possível. Tem um som rústico, brasileiríssimo, percussão. […] Várias escolas [de samba]. Tudo dentro de um conceito musical mais denso, mais coeso, em relação aos meus trabalhos anteriores. Porque quanto mais brasileiro for, mais internacional ele vai ser".

—Monte falando sobre a musicalidade do álbum.
Em termos musicais, Verde, Anil, Amarelo, Cor-de-Rosa e Carvão é geralmente caracterizado como música popular brasileira, pop e samba. A forte inserção desse último gênero citado em torno do álbum deu-se como resultado da vivência que a artista adquiriu durante sua infância, onde esteve por diversas vezes exposta a escolas de samba, dizendo: "Sou portelense, tenho história nesse negócio. Meu pai era da diretoria da escola. Ele era amigo do Paulinho da Viola. E lá em casa sempre teve muito Clara Nunes, muito Nelson Cavaquinho". Em entrevista à revista Manchete, Monte avaliou que embora a musicalidade do álbum pudesse parecer homogênea em relação a Mais, cada faixa foi concebida para soar distinta uma das outras. A instrumentação é outro ponto que os diferenciam; Uma vez que a artista buscava imprimir mais elementos brasileiros em sua produção, ela fez pouco ou nenhum uso de instrumentos eletrônicos ou de programação como no anterior, explicando: "[Foi] tudo em cima de instrumentos mais brasileiros. Violão, percussão, voz. Não tem um teclado, não tem um sintetizador, não tem uma guitarra. Os outros tinham". A cantora estadunidense Laurie Anderson, o músico Gilberto Gil e o grupo instrumental Época de Ouro, todos com quem Monte se apresentou em shows no Brasil e exterior ao longo dos anos precedentes, realizam participações especiais no projeto.
O disco inicia-se com "Maria de Verdade", um canção pop que é iniciada sob o trabalho de acordes de violão tocado por Reis. Sob vocais suaves, Monte narra a história de uma mulher poderosa cujo amor tem grande força para ser o que seu limite permite, evidenciado por trechos como: "Farinhar bem, derramar a canção / Revirar trens, louco mover paixão / Nas direções, programado e emoldurado"; nomeada Maria, essa mulher que, com o canto, ecoa eflúvios de uma "alma sempre boa", "mesmo que doa", mesmo que a vida lhe seja pesada. A seguinte, "Na Estrada", é musicalmente derivada do rock. Novamente tornando a mulher como o assunto abordado, o seu lirismo, trata de uma protagonista que se foi mas voltará. O samba ganha predominância em "Ao Meu Redor", terceira canção do disco. No sincopado pandeiro de Marcos Suzano, em suas linhas a intérprete expõe a ambiência da alma apaixonada ao cantar a ausência presente de um amor que "não está por perto e ainda estão tão perto" em todos os momentos, até quando não se quer. "Segue o Seco" contém fortes elementos da música oriunda do Nordeste brasileiro, acentuada pela forte percussão de Brown. Com a ajuda de figuras de linguagem — sendo elas a assonância, aliteração e anáforas — apresenta linhas que expressam o drama de quem sofre com a seca no Brasil. Pode-se dizer que é um tipo de oração, cheia de esperança, para que a chuva venha.
Segue-se, então, "Pale Blue Eyes"; trata-se de uma regravação do tema originalmente gravado pelos estadunidenses The Velvet Underground, sendo inclusive parte do disco que leva o nome da banda, lançado em 1969. Na nova roupagem, os vocais de Monte são acompanhados por uma melodia concretizada unicamente através de violão e percussão. "Dança da Solidão", é outra regravação, dessa vez do cantor compatriota Paulinho da Viola, embora mantenha-se fiel as raízes originais, apresenta a participação especial de Gil nos vocais e no violão. Na letra, a intérprete canta a dor do amor de quem se aventurou e se amargurou em uma paixão e agora sobrou apenas dançar na solidão e na desilusão. "De Mais Ninguém", parceria com o Época de Ouro, é uma seresta que narra seu eu-lírico padecendo sem a pessoa amada: "Se ela preferiu ficar sozinha / Ou já tem um outro bem / Se ela me deixou a dor é minha / A dor é de quem tem". O oitavo número é "Alta Noite", que já havia sido anteriormente gravado por Monte em colaboração com Antunes para o álbum de estreia dele, Nome (1993). Musicalmente é uma bossa nova, que exibe o protagonista narrando uma vivência solitária, mas cheia de paz.
"O Céu" é uma faixa com elementos de rock, apoiada por um violão tocado por Gil. Como o próprio título sugere, suas linhas descrevem as belezas de um céu, que pinta o firmamento negro e cintilante, que é a "rua do avião" e a pista de "paraquedas e salto", que é também "sem começo e fim". "Bem Leve", a faixa seguinte, trata de questões ecológicas e, segundo a cantora, também é sobre entender a vida dos seres e objetos inanimados e os respeitar e lamentar quando estes se vão. Já "Balança Pema" é um samba-rock originalmente gravado por Jorge Ben Jor para seu primeiro disco, Samba Esquema Novo (1963). "Enquanto Isso", com Anderson cantando um trecho em inglês, é sobre como um olhar e uma perspectiva em relação a algo pode interferir em tudo, fazendo uma analogia com o fato de ser noite em uma região do mundo e de dia em outra, enquanto as pessoas têm suas rotinas. Por fim, Verde, Anil, Amarelo, Cor-de-Rosa e Carvão encerra-se com "Esta Melodia", no qual Monte canta acompanhada do dolente violão de Paulinho da Viola. Inicia-se como uma MPB serena, até desembocar num samba típico de Sapucaí, contendo ainda a contribuição de Doca, Surica e Eunice — também conhecidas como as tias da Portela —, apoiando-a em um coro. Em termos líricos, evoca o dia de alguém que amanhece sem ter a pessoa amada nos braços: "Não suporto mais a tua ausência/ Já pedi a Deus paciência".

## Título, capa e lançamento
O título do álbum foi extraído a partir de trechos da canção "Seo Zé", gravada por Carlinhos Brown, que diz: "O Brasil não é só verde, anil e amarelo / O Brasil também é cor-de-rosa e carvão". Ao programa O Som do Vinil, apresentado pelo músico Charles Gavin, no Canal Brasil, em outubro de 2013, Monte se aprofundou em seu significado: "Era uma alusão aos valores e ao que ouvimos sobre a bandeira representar as riquezas do Brasil, o ouro, as florestas, o mar, os rios; e o cor de rosa e o carvão seriam as pessoas. Onde estariam as pessoas com valor nesse país? A música falava disso, falava da valorização do ser humano brasileiro como uma riqueza. Um país rico é um país com um povo bravo, valoroso, educado, saudável". Apesar da canção também ser de sua autoria em parceria com Brown, Monte optou por não adiciona-la ao álbum, conforme explicado por ela à Folha de S.Paulo: "Não. Deixei pro Brown. É dele também. Meu disco vai ser irmão do dele". A capa do projeto traz uma ilustração feita pelo desenhista Marcos Martins, apresentando o rosto da artista desenhado e no cabelo um aspecto feito com o uso de carvão. Na exposição "Arte gráfica a capa do CD Brasil 95" realizada em 12 de maio de 1995, a imagem foi exposta como uma das 50 melhores capas de discos de todos os tempos.
O seu lançamento ocorreu em 29 de julho de 1994 no Brasil, através da editora discográfica Phonomotor, sob distribuição da EMI. Posteriormente, foi enviado às lojas de outros 38 países, incluído os Estados Unidos onde recebeu o título Rose and Charcoal e foi comercializado pela Blue Note a partir de 18 de outubro. Já na Espanha sua liberação ocorreu pouco mais tarde, em abril de 1995. Além de CD, o produto também foi comercializado em fita cassete e disco de vinil. À época, como a pirataria de CDs ainda não era tão popular no Brasil, após cópias falsificadas do álbum começarem a serem disponibilizadas para vendas no formato, João Carlos Eboli, diretor executivo da EMI, realizou um pedido formal à Associação Brasileira dos Produtores de Discos (ABPD), para que fosse aberto uma investigação para apurar a origem das falsificações.

## Repercussão

### Crítica profissional
| Críticas profissionais          | Críticas profissionais |
| Avaliações da crítica           | Avaliações da crítica  |
| Fonte                           | Avaliação              |
| ------------------------------- | ---------------------- |
| AllMusic                        | [ 22 ]                 |
| Estadão                         | Positiva               |
| Folha de S.Paulo                | Positiva               |
| Jornal do Brasil                | [ 8 ]                  |
| Wilson & Alroy's Record Reviews | [ 24 ]                 |

Verde, Anil, Amarelo, Cor-de-Rosa e Carvão foi recebido com críticas majoritariamente positivas pelos profissionais especializados, a qual prezou a sua produção, os vocais de Monte e forma coesa que ela uniu elementos musicais díspares. Concedendo cinco estrelas e meia de cinco totais para o projeto, Álvaro Neder, analista do banco de dados Allmusic, classificou-o como "um dos melhores discos pop dos anos 1990", acrescentando que, através dele, a intérprete reitera sua intenção "de buscar uma nova linguagem em que seja evidente o respeito pela rica tradição musical do Brasil". Carlos Calado, do jornal Folha de S.Paulo, também foi positivo em sua revisão, considerando que o tempo de transição vivido pela artista desde seu último álbum até aqui foi benéfico e resultou em um material "mais maduro", "bem-realizado" e que representava um passo "adiante" em sua carreira. A colaboração de Antunes e Brown foram enaltecidas por serem de "evidente ganho musical", assim como "Na Estrada" a qual sentiu ser a de maior apelo ao sucesso dentre todas. Contudo, destacou que o mais notável do trabalho era a forma com "que Monte coloca enfim sua voz a serviço da música, sem usá-la para se exibir. Morre a starlet e começa a nascer uma cantora-compositora".
Jornalista do Folha de Caxias, Eduardo Rech aclamou Verde, Anil, Amarelo, Cor-de-Rosa e Carvão, sentindo que nele Monte se confirmava como uma artista de "trajetória inteligente", "de talento extraterrestre" e com uma voz que não necessitou de evoluções por sempre ter sido perfeita. O profissional o descreve como um disco "primoroso" — a qual elogia tanto a qualidade de suas canções quanto a qualidade dos músicos de seu instrumental —, e concluí a análise reiterando: "Detratores, esqueçam. Não há vacilo na voz, não há vacilo no disco, não há vacilo na capa, ponto. Uma obra". Tarik de Sousa, do Jornal do Brasil, emitiu três de quatro estrelas ao trabalho, prezando a variedade de estilos musicais e de colaboradores presentes nele, sentindo que apenas Monte conseguiria "reunir num único disco assinaturas tão díspares sem perder-se numa maionese estética conjuntural". De forma similar a Sousa, o crítico do Jornal do Commercio, Manuel Péres exaltou a coesão de estilos e parcerias diversificadas no trabalho; Argumentando que — embora esse leque distinto possa parecer "inusitado" — estão todos amparados pela beiral e segura "vocação de Monte para o bom gosto" e que com esse disco ela "contraria a afirmação superficial que quer a música dividida entre gêneros, entre regiões e gerações. Não se trata da sobreposição do novo sobre o antigo, mas da sobreposição de todas as idades na convivência surpreendente e drástica das múltiplas tonalidades de seu vasto repertório". Para a revista Bizz, Okky de Sousa sentiu que em Verde, Anil, Amarelo, Cor-de-Rosa e Carvão, Monte reitera ser parte do que considera ser uma fórmula de "cantoras que não querem se filiar a nenhuma corrente" e por isso "gravam de tudo". Ele acrescenta que era "preciso um bocado de estilos para gravar CDs sem estilo, e Monte, pela terceira vez, prova que é uma das artistas nacionais que detém essa proeza", uma vez que ela "consegue um bom equilíbrio entre o experimental e o gostoso de ouvir".
Enor Paiano, escrevendo para o Estadão, definiu Verde, Anil, Amarelo, Cor-de-Rosa e Carvão como um projeto de viés "isomorfista" que tem como propósito central unir elementos sonoros dispares e extrair o melhor deles. Complementando a análise, cita "Dança da Solidão" como a faixa que melhor exemplifica essa intenção "ao explorar as alterações possíveis a partir da palavra "seca" e suas consoantes duras "S" e o "C", bem como a "retomada de antigas parcerias e no resgate do patrimônio interpretativo de Época de Ouro e Velha Guarda da Portela". Dizendo, por fim, que este é um álbum que muito marcaria o ouvinte e o faria pedir "mais". Em contraste, editores do website Wilson & Alroy's Record Reviews foram mistos em sua revisão, destacando pontos como os vocais de Monte e os arranjos elaborados, além de duas melodias contidas — citando "Maria De Verdade" e "O Céu" para exemplificar —, no mais, tudo lhes "parecem um pouco superficial e artificial em comparação com os discos que o cerca". O portal atribuiu "seu conteúdo musical escasso" e seus arranjos excessivamente apoiados por "violão, baixo e percussão" como razões de tais justificativas. Numa análise mais negativa, Jon Dolan, do periódico A Tribuna, desprestigiou as composições de Brown, citando que ele se sai melhor como percussionista, assim como Gil que, a seu ver, "é sempre soberbo", mas enaltece Reis e Antunes dizendo que ambos "se saem muito bem" e entregam "canções bem traçadas". Para o autor, o trabalho não corresponde as expectativas que cercou seu lançamento, escrevendo: "Da primeira à última faixa não existe coisa alguma excepcional. Em momento algum temos aquela aura misteriosa e inexplicável que permeava as primeiras gravações das grandes cantoras" e que "nada aqui lembra, nem de longe. Fosse mais humilde e talvez trilhasse um bom caminho. Bom e só".

### Reconhecimento
Verde, Anil, Amarelo, Cor-de-Rosa e Carvão entrou em listas que compilam os melhores álbuns lançados em 1994, de todos os tempos e da carreira de Monte. Cleber Fachi, do portal Música instantânea, o considerou o melhor trabalho da artista dentre outros nove, destacando a produção dela e de Lindsay por conseguir "uma colisão de referências que viriam a orientar todos os futuros trabalhos da cantora". O profissional, ainda, elogiou o conteúdo da obra por unir com proeza tanto clássicos anteriormente gravados por outros artistas com "um rico acervo de canções inéditas". A revista Rolling Stone Brasil, que reuniu os 100 melhores álbuns da história da música brasileira, colocou Verde, Anil, Amarelo, Cor-de-Rosa e Carvão na 87.ª posição, sendo descrito pelo jornalista Ademir Correa como uma "uma poesia sonora que traz a música do presente e do passado, respeitadas e reinventadas". Em 2014 Lúcio Ribeiro, da Folha de S.Paulo, fez uma coletânea dos 20 discos mais essenciais de 1994 e o colocou entre eles. Anos antes, a mesma publicação criou uma enquete para saber qual era os melhores lançamentos brasileiros da década de 1990; 11% do participantes escolheram Verde, Anil, Amarelo, Cor-de-Rosa e Carvão, sendo o quinto mais votado. Já os leitores do Jornal do Brasil o elegeram o melhor disco de 1995, enquanto Monte foi a mais bem avaliada entre as cantoras.

## Promoção

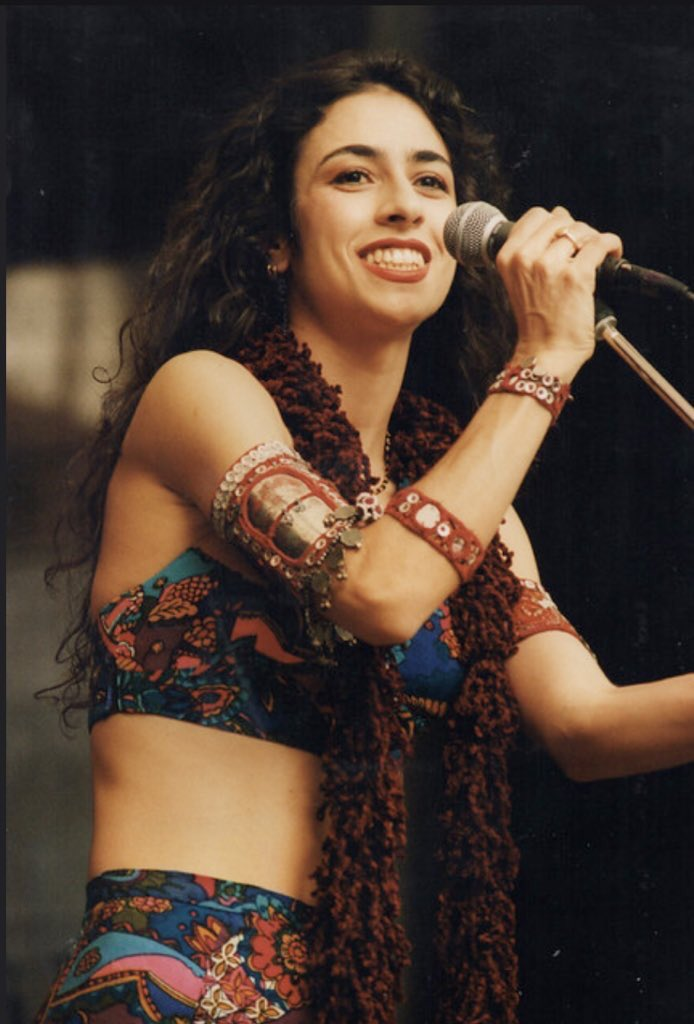
Monte durante um concerto da turnê em apoio ao álbum

Uma vez que Monte não sentia-se à vontade em fazer uso de sincronia labial em suas apresentações, ela optou por não realizar muitas aparições televisionadas para promover Verde, Anil, Amarelo, Cor-de-Rosa e Carvão, priorizando apenas atrações nas quais teria liberdade para cantar ao vivo. A primeira aparição ocorreu em 12 de março de 1995, no Programa Livre, apresentado por Serginho Groisman no SBT, onde interpretou "Dança da Solidão" e "Segue o Seco" e respondeu a perguntas da plateia em relação ao álbum e sua carreira. No dia seguinte, ela compareceu a outra atração da mesma emissora, o Hebe; na ocasião, executou "Dança da Solidão". A MTV Brasil exibiu, em 11 de maio, a aparição da artista no A Entrevista, comandado por Chris Couto. Por 30 minutos, a cantora conversou com a anfitriã sobre o início de sua carreira, autonomia sobre o seu trabalho, comparações com outras artistas e a boa repercussão que o álbum estava tendo. Monte também compareceu a primeira cerimônia do Video Music Brasil. Lá, apresentou "Segue o Seco" e uma versão de "Panis et Circenses", de "Os Mutantes".
Maior divulgação ao álbum foi feita através da Turnê Verde, Anil, Amarelo, Cor-de-Rosa e Carvão, a terceira na carreira da artista, dirigida por Leonardo Neto. Iniciada em 25 de maio de 1995, na casa de espetáculos Canecão, no Rio de Janeiro, passou por outras cidades brasileiras e, na sessão internacional de shows, por países como Estados Unidos e Portugal. No repertório, Monte uniu as canções de sucesso de seus dois primeiros discos com as inéditas do terceiro, incluindo ainda algumas versões de outros artistas. As representações incluíram "O Xote das Meninas", de Luiz Gonzaga, "A Menina Dança", de Novos Baianos e "Give Me Love (Give Me Peace on Earth)", de George Harrison. Durante a interpretação de "Segue o Seco", três telões ao fundo do palco exibiam imagens retiradas dos filmes Vidas Secas (1963) e Cantos de Trabalho (1955), enquanto em "Beija Eu" eram mostradas pinturas com ilustrações eróticas feitas por Rubens Gerchman. Já em "Balança Pema" o telão apresentava o futebolista Mané Garrincha realizando dribles e gols durante várias partidas. A digressão foi bem recebida pela crítica especializada, que teceram elogios à sua produção, figurinos e a presença de palco de Monte, com editores do Jornal do Brasil a elegendo a melhor de 1995 por um artista brasileiro. O álbum seguinte da musicista, Barulhinho bom: Uma Viagem Musical, é resultado da turnê, compilando faixas cantadas ao vivo com outras gravadas em estúdio.

## Singles
Foram lançados quatro singles a partir de Verde, Anil, Amarelo, Cor de Rosa e Carvão. "Maria de Verdade", foi selecionada como o primeiro e enviada para rádios brasileiras em 6 de agosto de 1994. "Dança da Solidão" veio na sequência, sendo adicionada à trilha sonora da telenovela das sete da Rede Globo Quatro por Quatro, como tema de Auxiliadora (Elizabeth Savala), Babalu (Letícia Spiller), Bibi (Betty Lago) e Tatiana (Cristiana Oliveira). Para além disso, alcançou o topo das mais executadas da JB FM por semanas. O terceiro, "De Mais Ninguém", também classificou-se no topo da estação supracitada, além de ter sido incluída noutra telenovela da Rede Globo, Explode Coração, nas sequências em que os personagens Edu (Cássio Gabus Mendes) e Yone (Deborah Evelyn) interagiam. A canção "Na Estrada", foi lançado em maio de 1996 nas rádios após a inclusão da mesma na trilha sonora da telenovela Vira Lata, como tema da protagonista interpretada pro Andréa Beltrão. Nas semanas seguintes, a canção já tinha se tornado um sucesso, adentrando o top 10 das mais escutadas nas rádios brasileiras.
"Segue o Seco" tornou-se última faixa de trabalho do álbum a ser lançada. Foi também a única a receber um vídeo musical correspondente. Dirigido por Breno Silveira e José Henrique Fonseca e produzido pela Conspiração Filmes, a obra teve sua concepção baseada no folclore e nas tradições do Nordeste brasileiro e estreou em 5 de junho de 1995 na MTV Brasil. Na época, converteu-se no vídeo musical de maior custo por um artista brasileiro, com 62 mil reais sendo gastos em sua produção. O trabalho reproduz em sua estética a aridez vivida na região. Com cenas que mostram um chão ressecado e atores interpretando retirantes. No final, o martírio é interrompido com a queda um generosa chuva. A gravação angariou os cinco prêmios em que foi nomeada no MTV Video Music Brasil de 1995: Videoclipe do Ano, Videoclipe de MPB, Direção em Videoclipe, Edição em Videoclipe e Fotografia em Videoclipe. Com isso, Monte sagrou-se como a artista com o maior número de vitórias naquela cerimônia.

## Alinhamento de faixas
| Verde, Anil, Amarelo, Cor de Rosa e Carvão |                                                              |                                             |         |  |
| N.º                                        | Título                                                       | Compositor(es)                              | Duração |  |
| 1.                                         | "Maria de Verdade"                                           | Carlinhos Brown                             | 3:47    |  |
| 2.                                         | "Na Estrada"                                                 | Carlinhos Brown · Marisa Monte · Nando Reis | 3:25    |  |
| 3.                                         | "Ao Meu Redor"                                               | Reis                                        | 3:48    |  |
| 4.                                         | "Segue o Seco"                                               | Brown                                       | 4:53    |  |
| 5.                                         | "Pale Blue Eyes"                                             | Lou Reed                                    | 5:08    |  |
| 6.                                         | "Dança da Solidão" (com participação de Gilberto Gil)        | Paulinho da Viola                           | 3:31    |  |
| 7.                                         | "De Mais Ninguém" (com participação de Época de Ouro)        | Arnaldo Antunes · Monte                     | 4:15    |  |
| 8.                                         | "Alta Noite"                                                 | Antunes                                     | 3:49    |  |
| 9.                                         | "O Céu"                                                      | Monte · Reis                                | 3:27    |  |
| 10.                                        | "Bem Leve"                                                   | Antunes · Monte                             | 2:28    |  |
| 11.                                        | "Balança Pema"                                               | Jorge Ben Jor                               | 3:02    |  |
| 12.                                        | "Enquanto Isso" (com participação de Laurie Anderson)        | Monte · Reis                                | 4:18    |  |
| 13.                                        | "Esta Melodia" (com participação da Velha Guarda da Portela) | Bubu da Portela · Jamelão                   | 6:34    |  |
| Duração total:                             | Duração total:                                               | Duração total:                              | 53:17   |  |

## Créditos e pessoal
Lista-se abaixo os profissionais envolvidos na elaboração de Verde, Anil, Amarelo, Cor-de-Rosa e Carvão, de acordo com o encarte do álbum:
Locais
- Gravação: Estúdio Nas Nuvens, Skyline Studios
- Masterização: Masterdisk Studios, Promaster Digital Mastering
- Fabricado: BMG Ariola Discos Ltda. Divisão Sonopress
- Distribuição: EMI-Odeon Fonográfica

Gestão e produção
- A&R: João Augusto
- Produção: Arto Lindsay
- Produção executiva: Leonardo Netto
- Co-produção Marisa Monte
- Engenharia de som: Guilherme Caliccio, Matt Curry, Rich Lamb, Patrick Dillett
- Coordenação de produção: Cláudia Puget, Jeff Young
- Masterização: Denilson Campos, Scott Hull
- Mixagem: Patrick Dillett
- Remasterização: Daniel Carvalho
- Coordenação de projeto: Brenda Vidal, Paeni Ribeiro
- Revisão textual: Ariel Fagundes

Visuais e imagem
- Ilustração: Marcos Martins
- Arte gráfica: Árthur Teixeira, Egeu Laus, Sérgio Benevenuto
- Design: Glória Affalo, Sula Danowski
- Fotos: Fábio Ghivelder, Guilherme Bastos, Marcelo Jezuino, Marcos Bonisson, Mustapha Barat
- Coordenação de arte: Árthur Teixeira
- Direção de criação: Leandro Pinheiro, Pablo Rocha, Rafael Rocha
- Editor: Ariel Fagundes

Instrumentação
- Vocais: Marisa Monte
- Vocais convidados: Laurie Anderson, Gilberto Gil, Velha Guarda da Portela
- Vocais de apoio: Artur Maia, Carlinhos Brown
- Violão: Gilberto Gil, Nando Reis, Paulinho da Viola
- Viola: Al Brown, Lamar Alsop
- Baixo: Dininho, Greg Cohen
- Bandolim: Ronaldo do Bandolim
- Percussão: Carlinhos Brown, Vasconcellos du Bois
- Pandeiro: Argemiro da Portela, Jorginho do Pandeiro, Marcos Suzano, Manaceia
- Cowbell: Carlinhos Brown
- Surdo: Cabelinho
- Cuíca: Casemiro
- Reco-Reco: Milton Casquinha
- Tambor: Monarco
- Violino: Fred Vlotkin, David Nadien, Mateus Raimondi, Rich Lockar, Susan Orenstein
- Trompa francesa: Robert Carlyle
- Overdubs: Greg Cohen
- Cordas: Greg Cohen
- Guitarra: Celso Fonseca, Dininho
- Bateria: Jorginho Gomes
- Órgão: Bernie Worrell, Fred Hammond
- Acordeão: Waldonys
- Arranjos de cordas: Greg Cohen
- Cavaquinho: Jorginho Filho
- Clarinete: Ned Rothenberg

## Desempenho comercial
Cor-de-Rosa e Carvão experimentou grande receptividade comercial. No Brasil, país natal de Monte, foram vendidas 90 mil cópias do produto até 20 de agosto de 1994, pouco antes de completar um mês de seu lançamento. Na parada de vendas de discos divulgada pelo instituto Nelson Oliveira Pesquisa e Estudo de Mercado (NOPEM) sua estreia deu-se na oitava ocupação, durante a semana de 12 de setembro de 1994. Moveu-se para o número 6, no dia 20 seguinte, que foi seu melhor resultado e também sua última aparição na lista. Até o ínicio de dezembro, haviam sido comercializadas 200 e 50 mil unidades, terminando 1994 como o 40.º mais adquirido no território. A Pro-Música Brasil (PMB) emitiu três certificados de platina em reconhecimento às suas mais de 800 mil réplicas vendidas. Estima-se que esse valor já tenha excedido 1 milhão de cópias até o começo da década de 2000. Nos Estados Unidos, o disco conseguiu oscilar por três semanas na tabela Billboard World Albums, onde atingiu um pico na décima posição.
| País — Tabela musical (1994)            | Posição de pico |
| --------------------------------------- | --------------- |
| Brasil (NOPEM)                          | 6               |
| Estados Unidos (Billboard World Albums) | 10              |

| País — Tabela musical (1994) | Posição |
| ---------------------------- | ------- |
| Brasil (NOPEM)               | 40      |

| Região                                                                                             | Certificação | Unidades/Vendas |
| -------------------------------------------------------------------------------------------------- | ------------ | --------------- |
| Brasil (Pro-Música Brasil)                                                                         | 3× Platina   | 1 050 000       |
| *números de vendas baseados somente na certificação ^distribuições baseadas apenas na certificação |              |                 |

## Histórico de lançamento
| País           | Data                  | Formato              | Gravadora        |
| -------------- | --------------------- | -------------------- | ---------------- |
| Brasil         | 29 de julho de 1994   | CD · cassete · vinil | Phonomotor · EMI |
| Vários         | 29 de julho de 1994   | CD · cassete · vinil | Blue Note        |
| Estados Unidos | 18 de outubro de 1994 | CD · cassete · vinil | Blue Note        |
| Espanha        | 7 de abril de 1995    | CD · cassete · vinil | Blue Note        |